# Barbara Stoczewska
Barbara Stoczewska (ur. 9 czerwca 1952 w Krakowie) – polska prawniczka i politolożka, profesor nauk społecznych, wykładowczyni w Instytucie Nauk Politycznych i Stosunków Międzynarodowych Uniwersytetu Jagiellońskiego.

## Kariera naukowa
W 1975 ukończyła studia prawnicze na Uniwersytecie Jagiellońskim. W tym samym roku rozpoczęła pracę na macierzystej uczelni.  20 grudnia 1982 r. uzyskała na UJ stopień doktora nauk politycznych na podstawie pracy Myśl społeczno-polityczna socjalistów polskich okresu okupacji, której promotorem był Marek Waldenberg. 31 maja 1999 r. uzyskała stopień na tej samej uczelni i w tej samej dyscyplinie stopień doktora habilitowanego na podstawie dorobku naukowego oraz rozprawy Litwa, Białoruś, Ukraina w myśli politycznej Leona Wasilewskiego. W latach 2001–2002 była prodziekanem nowo utworzonego Wydziału Studiów Międzynarodowych i Politycznych UJ. 12 września 2016 r. otrzymała tytuł naukowy profesora (tzw. profesurę belwederską) w dziedzinie nauk społecznych.
W macierzystym instytucie należy do zespołu Katedry Filozofii Polityki. Wypromowała dwoje doktorów.